# Dysstroma tysfjordensis
Dysstroma tysfjordensis là một loài bướm đêm trong họ Geometridae.